# Across the rainbow
『across the rainbow』は、HOUND DOGが1996年にリリースした16枚目のオリジナル・アルバム。

## 収録曲
全編曲：HOUND DOG
1. DEPARTURE　[5:55]
  - 作詞：大友康平／作曲：八島順一
2. NO NO MY DARLIN'　[4:47]
  - 作詞：松井五郎／作曲：八島順一
3. 傷心 ～HEART BREAK～　[5:19]
  - 作詞：大友康平／作曲：八島順一
4. おまえを決してはなさない　[4:32]
  - 作詞：松井五郎／作曲：八島順一
5. SEPTEMBER　[5:30]
  - 作詞：大友康平／作曲：八島順一
6. SEASON　[4:48]
  - 作詞：大友康平／作曲：八島順一
7. Close To You　[4:50]
  - 作詞：大友康平／作曲：蓑輪単志
8. LEAVE ME ALONE　[5:35]
  - 作詞：大友康平／作曲：八島順一
9. さようならの向こうに　[5:03]
  - 作詞：松井五郎／作曲：八島順一
10. 明日の風にふかれて　[5:09]
  - 作詞：大友康平／作曲：蓑輪単志
11. ACROSS THE RAINBOW ～虹の彼方へ～　[5:23]
  - 作詞：大友康平／作曲：蓑輪単志

## ミュージシャン

### HOUND DOG
- 大友康平：リードボーカル
- 八島順一：ギター
- 西山毅：ギター
- 蓑輪単志：キーボード
- 鮫島秀樹：ベース
- 橋本章司：ドラム

### アディショナル・ミュージシャン
- 富樫春生：キーボード、ピアノ
- 竹上良成：サックス
- 加藤ジョー・グループ：ストリングス
- 篠崎ストリングス：ストリングス
- KEITH：コーラス